# Lachezar Angelov
Pour les articles homonymes, voir Angelov.
Lachezar Angelov, né le 20 décembre 1997, est un coureur cycliste bulgare.

## Biographie
Lachezar Angelov commence sa carrière cycliste par le VTT. En 2017, il devient champion de Bulgarie de cross-country en catégorie espoir. L'année suivante, il remporte ce même titre national chez les élites. Il représente également à plusieurs reprises la Bulgarie lors des championnats internationaux,. 
À partir de 2020, il se consacre au cyclisme sur route. Pour ses débuts dans cette discipline, il se classe troisième du championnat de Bulgarie élites et seizième du Tour de Roumanie. Il intègre ensuite le club français Martigues SC-Payden & Rygel en 2021. Au mois de juin, il se classe deuxième d'une étape sur le Tour du Cameroun. 
Au printemps 2022, il remporte une étape du Tour d'Albanie,. Il termine également cette course à la huitième place du classement général.

## Palmarès sur route

### Par année
- 2020
  - 3e du championnat de Bulgarie sur route
- 2022
  - 4e étape du Tour d'Albanie

### Classements mondiaux
| Année           | 2020   | 2021   |
| --------------- | ------ | ------ |
| UCI Europe Tour | 1 054e | 1 534e |

## Palmarès en VTT
- 2016
  - 3e du championnat de Bulgarie de cross-country espoirs
- 2017
  -  Champion de Bulgarie de cross-country espoirs
- 2018
  -  Champion de Bulgarie de cross-country
- 2020
  - 2e du championnat de Bulgarie de cross-country